# والتر لاکویر
والتر زئیف لاکویر (انگلیسی: Walter Laqueur; ۲۶ مهٔ ۱۹۲۱ – ۳۰ سپتامبر ۲۰۱۸) تاریخ‌نگار، استاد دانشگاه، و کارشناس سیاسی اهل ایالات متحده آمریکا بود.
همچنین برندهٔ جوایزی همچون نشان افتخار شایستگی جمهوری فدرال آلمان شده‌است.